# Amolops shihaitaoi
Amolops shihaitaoi — вид жаб родини жаб'ячих (Ranidae). Описаний у 2022 році.

## Етимологія
Вид названо на честь китайського біолога Ши Гайтао з Хайнанського педагогічного університету за його внесок у герпетології Китаю.

## Поширення
Вид поширений на півдні Китаю (Юньнань) та півночі В'єтнаму.

## Опис
Помірний розмір тіла (SVL 35,5–37,3 мм у самців і 39,2–45,7 мм у самиць). Тіло коричневого забарвлення. Білі бородавки на скроневій ділянці, лореальній ділянці, морді та губах присутні у самців, які розмножуються, але відсутні у самиць; наявність дрібних, щільних, напівпрозорих або білих бородавок на дорсальній шкірі тулуба, дорсальній і дорсолатеральній поверхні кінцівок.